# Utilitarismo de dois níveis
O Utilitarismo de Dois Níveis é uma teoria utilitarista  da ética desenvolvida por Richard Mervyn Hare. De acordo com a teoria, as decisões morais de uma pessoa devem se basear em um conjunto de regras morais "intuitivas", exceto em certas situações raras em que é mais apropriado engajar-se em um nível "crítico" de raciocínio moral.
Os utilitaristas acreditam que uma ação é correta se produzir o melhor estado de coisas possível. O utilitarismo tradicional trata disso como uma afirmação de que as pessoas devem tentar garantir que suas ações maximizem a felicidade ou o prazer em geral.
O utilitarismo de dois níveis é virtualmente uma síntese das doutrinas opostas do utilitarismo do ato e do utilitarismo de regras. O utilitarismo do ato afirma que, em todos os casos, a ação moralmente correta é a que produz mais prazer, ao passo que o utilitarismo de regras declara que a ação moralmente correta é aquela que está de acordo com uma regra moral cuja observância geral criaria a maior felicidade. Em termos de utilitarismo de dois níveis, o utilitarismo de ato pode ser comparado ao nível "crítico" do pensamento moral e o utilitarismo de regras ao nível "intuitivo".

## O utilitarismo
O utilitarismo é um tipo de teoria ética consequencialista. De acordo com tais teorias, apenas o resultado de uma ação é moralmente relevante (isso contrasta com a deontologia, segundo a qual as ações morais fluem de deveres ou motivos). O utilitarismo é uma combinação do consequencialismo e do hedonismo da posição filosófica, que afirma que o prazer, ou a felicidade, é o único bem que vale a pena perseguir. Portanto, uma vez que apenas as consequências de uma ação importam, e somente a felicidade importa, somente a felicidade que é a consequência de uma ação é moralmente relevante. Existem semelhanças com o utilitarismo de preferências, onde a utilidade é definida como preferência individual em vez de prazer.. 
As duas teorias predecessoras do utilitarismo de dois níveis, o utilitarismo de ato e de regra, foram atacadas por várias objeções. Por exemplo, o utilitarismo de regras foi criticado por implicar que, em alguns casos, um indivíduo deveria seguir um curso de ação que obviamente não maximizaria a utilidade. Por outro lado, o utilitarismo do ato foi criticado por não permitir um "elemento humano" em seus cálculos, isto é, às vezes é muito difícil (ou impossível) para uma pessoa comum.
Como modelo descritivo dos dois níveis, Hare propunha dois casos extremos de pessoas, uma das quais usaria apenas o pensamento moral crítico e a outra apenas usaria o pensamento moral intuitivo. O primeiro ele chamou de 'arcanjo' e o segundo de 'prole'. Vale a pena notar que não é intenção de Hare dividir toda a raça humana em arcanjos ou proles; De acordo com sua teoria, cada pessoa compartilha os traços de ambos de forma limitada e variada em diferentes momentos. O arcanjo tem poderes sobre-humanos de pensamento, conhecimento sobre-humano e sem fraquezas. Esse "observador ideal" imparcial, quando apresentado a uma situação desconhecida, seria capaz de examinar imediatamente todas as consequências potenciais de todas as ações possíveis, a fim de enquadrar um princípio universal a partir do qual ele poderia decidir uma ação apropriada para a situação. Tal pessoa não precisaria de um conjunto de regras morais intuitivas, pois poderia decidir a resposta correta a qualquer situação possível apenas pela razão. Em contraste, o proletário tem essas fraquezas humanas em um grau extremo. Ele/ela deve confiar em intuições e princípios prima facie sólidos o tempo todo, já que ele é incapaz de pensamento crítico. O conjunto de regras morais intuitivas que o proletário segue deve ser simples e geral o bastante para que elas possam ser facilmente compreendidas e memorizadas, e também rápidas e fáceis de usar. 
Uma vez que tenhamos identificado os diferentes tipos de pensamento moral, o próximo passo é identificar quando alguém deve pensar como um arcanjo, e quando como um proletário. A Hare identifica três tipos de situações em que o pensamento crítico é necessário. O primeiro é quando os princípios gerais intuitivos entram em conflito em casos particulares. O segundo é quando, "embora não haja conflito entre princípios, há algo muito incomum no caso que leva à questão de saber se os princípios gerais são realmente adequados para lidar com isso". Em terceiro lugar, e mais importante, o pensamento crítico é necessário para selecionar os princípios intuitivos da prima facie que serão usados.

## Críticas
Além das críticas que geralmente são feitas ao utilitarismo em geral, existem várias críticas feitas especificamente contra o utilitarismo de dois níveis.
Uma objeção é que o utilitarismo de dois níveis enfraquece o compromisso de um agente em agir de acordo com seus princípios morais. Por exemplo, um teísta obedecerá ao seu código moral porque ele o vê como baseado na vontade de Deus. No entanto, um utilitarista de dois níveis sabe que seu conjunto diário de regras morais é meramente uma diretriz e, como tal, qualquer violação dessas regras provavelmente não acompanha o mesmo grau de culpa que alguém que acreditava ser errado, em princípio, agir dessa maneira. Em resposta a essa objeção, alguns utilitaristas apresentaram uma "proposta radical"; embora aceitem o utilitarismo como a teoria moral correta, seria mais benéfico se não proclamássemos esse fato e o mantivéssemos como um segredo bem guardado. "O utilitarismo se tornaria então uma doutrina esotérica, aceita apenas por alguns filósofos que, se desafiados, negariam sua existência em público". Essa forma de utilitarismo (comumente chamada de utilitarismo da Casa do Governo), apesar de historicamente ter tido força (nas publicações de Mill no século 19), não apresenta mais um caso tão convincente à luz dos níveis e oportunidades de educação moderna.
David McNaughton argumenta que, mesmo que o comprometimento do agente com seus princípios não seja prejudicado, o utilitarismo de dois níveis não tem sucesso em sua meta de mostrar "como, em princípios utilitaristas, é uma boa ideia pensar e raciocinar em um forma pluralista e não consequencialista". É impossível, afirma ele, compartimentalizar o pensamento de alguém na maneira como o relato de dois níveis requer - simultaneamente pensar como um utilitarista e agir de uma maneira não-utilitária. A reação de Hare a esse tipo de crítica é que ele faz seu próprio pensamento moral dessa maneira, portanto, o desafio de que esse tipo de pensamento moral seja impossível deve ser falso.
Uma terceira variedade de oposição, de certa forma relacionado com o problema da fraqueza de vontade, é que as dificuldades surgem quando tentamos manter um pensamento crítico, separado do pensamento intuitivo.

## Leitura complementar
- Hare, R. M. 1993: Ensaios sobre a Bioética. Oxford: Oxford University Press.

Neste livro, Hare aplica-se a métodos de dois nível  utilitarismo para os problemas de bioética, tais como o aborto, e o tratamento de pessoas com transtornos psiquiátricos, utilizando técnicas de controle do comportamento.